# Neustrotia
Neustrotia là một chi bướm đêm thuộc họ Noctuidae.